# ماري لويز إيكمان
ماري لويز استر مود إيكمان (بالسويدية: Marie-Louise Ekman)‏ ولدت في فوكس، ومعروفة خلال زواجها الأول تحت اسم دي جير، وأثناء وبعد الثاني لها كما دي جي بيرغنسترهلي (ولدت في 5 نوفمبر 1944) هي رسامة ومخرجة أفلام سويدية. وهي أستاذة في الفنون وعميدة سابقة في الكلية الملكية للفنون الجميلة في ستوكهولم.
في عام 1991 في جائزة الخنفساء الذهبية السادسة والعشرين فازت بجائزة الإنجاز الإبداعي  وفي عام 2007 حصلت على وسام يوجين الأمير المرموق.

## روابط خارجية
- ماري لويز إيكمان على موقع IMDb (الإنجليزية)
- ماري لويز إيكمان على موقع أول موفي (الإنجليزية)
- ماري لويز إيكمان على موقع قاعدة بيانات الأفلام السويدية (السويدية)
- ماري لويز إيكمان على موقع ديسكوغز (الإنجليزية)
- ماري لويز إيكمان على موقع قاعدة بيانات الفيلم (الإنجليزية)
- ماري لويز إيكمان على موقع كينوبويسك (الروسية)